# Gnathia trimaculata
Espèce
Gnathia trimaculata est une espèce d'isopode de la famille des Gnathiidae. Sa larve est un parasite de certains poissons, notamment de requins du genre Carcharhinus.